# Национальный музей литературы имени Михаила Когэлничану
Национальный музей литературы им. Михаила Когэлничану (рум. Muzeul Național de Literatură „Mihail Kogălniceanu”) был основан весной 1965 года под эгидой Союза писателей Молдавии. В коллекцию музея входят около 100 тыс. экспонатов, среди которых книги, рукописи, предметы изобразительного искусства, документы. Экскурсии проводятся на русском и румынском языках. Информация об экспонатах — на русском и румынском языках.
- Адрес: г. Кишинёв, ул. 31 августа 1989 г., 98
- Телефоны: (022) 20 35 47, (022) 23 78 82
- Время работы: 11:00 — 17:00